# Сизенко Юрій Павлович
Сизенко Юрій Павлович — член Комуністичної партії України (з 1980 р.); Міністерство України у справах сім'ї, молоді та спорту, заступник Міністра; член президії ЦК КПУ (з 1995 р.); 1-й секретар Київського МК КПУ (з 2003 р.).

## Біографія
Народився 19 січня 1956 року в місті Запоріжжя. Українець.

## Освіта
Отримав освіту в Національній юридичній академії України імені Ярослава Мудрого  у 1999 році.

## Родина
- Батько - помер в 1995 році.
- Мати - Валентина Тихонівна - 1926 року -  пенсіонерка.
- Дружина - Наталія Олександрівна - 1957 року -  домогосподарка.
- Сини - Валентин - 1979 року.
- Син -  Олександр - 1980 року.
- Син - Павло - 1986 року.
- Дочка - Юля, 1987 року.

## Кар`єра
Серпень 1973 року по квітень 1974 року - слюсар РМЦ, завод «Запоріжсталь». 
1974 року по 1976 року -  служба в армії. 
Липень 1976 року по  квітень 1994 року -  електрослюсар електроапаратного цеху.
З 1989 року -  голова профкому, Запорізький електровозоремонтний завод. 
З лютого 2007 року -  заступник Міністра у зв'язках з ВР України та іншими органами державної влади, Міністерство України у справах сім'ї, молоді та спорту. 
З 1986 року -  член обкому КПУ.
З 1989 року -  член ЦК КПУ.
1989 року - «Почесний залізничник».  Орден Трудової Слави III ст.

## Політична діяльність
Народний депутат України 2-го скликання з квітня 1994 року (2-й тур) до квітня 1998 року, Жовтневий виборчий округ № 177, Запорізька область, висунутий КПУ. 
Секретар Комітету з питань молоді, спорту і туризму. 
Член депутатської фракції комуністів. На час виборів - Запорізький електровозоремонтний завод, слюсар-електрик. Член КПУ. 1-й тур: з'яв. 57.0 %, за 19.47 %. 2-й тур: з'яв. 52.9 %, за 54.84 %. 17 суперників (основний — Кудлай Т. П., н. 1949; Запорізький державний університет, декан факультету; 1-й тур — 13.40 %, 2-й тур — 35.03 %).
Народний депутат України 3-го скликання березень 1998 року по квітень 2002 року від КПУ, № 13 в списку. На час виборів - народний депутат України. Член КПУ.
Голова підкомітету з питань фізичної культури і спорту Комітету з питань молодіжної політики, фізичної культури і спорту з липня 1998 року.
Член фракції КПУ з травня 1998 року.
У квітні 2002 року -  кандидат в народні депутати України від КПУ, № 64 в списку. На час виборів -  народний депутат України. Член КПУ.
У березні 2006 року -  був обраний кандидатом в народні депутати України від КПУ, № 32 в списку. На час виборів - тимчасово не працює. Член КПУ.

Захоплення - спорт, література, мистецтво.
| українська персоналія | Це незавершена стаття про особу, що має стосунок до України. Ви можете допомогти проєкту, виправивши або дописавши її. |